# Navarretia involucrata
Navarretia involucrata là một loài thực vật có hoa trong họ Polemoniaceae. Loài này được Ruiz & Pav. mô tả khoa học đầu tiên..